# Weiden Challenger
Il Weiden Challenger è stato un torneo professionistico di tennis giocato su campi in terra rossa. Faceva parte dell'ATP Challenger Series. Si giocava annualmente a Weiden in Germania.

## Albo d'oro

### Singolare
| Anno | Campione               | Finalista             | Punteggio     |
| ---- | ---------------------- | --------------------- | ------------- |
| 1994 | Mikael Tillström       | Jens Knippschild      | 6–2, 6–4      |
| 1995 | Dinu Pescariu          | Lars Burgsmüller      | 6–4, 6–2      |
| 1996 | Tomas Nydahl           | Tommy Haas            | 6–3, 3–6, 7–6 |
| 1997 | Dirk Dier              | Tamer El Sawy         | 7–6, 6–3      |
| 1998 | Agustín Calleri        | Gastón Etlis          | 6–2, 6–1      |
| 1999 | Roberto Carretero-Diaz | Christophe Van Garsse | 6–1, 7–5      |
| 2000 | Daniel Elsner          | Filip Dewulf          | 6–1, 7–6(5)   |
| 2001 | Jiří Vaněk             | Hugo Armando          | 7–5, 6–2      |
| 2002 | Luis Horna             | Željko Krajan         | 6–0, 6–4      |
| 2003 | Tomas Behrend          | Björn Phau            | 2–6, 6–4, 6–1 |
| 2004 | Tomáš Berdych          | Janko Tipsarević      | 6–3, 6–3      |

### Doppio
| Anno | Campioni                               | Finalisti                            | Punteggio        |
| ---- | -------------------------------------- | ------------------------------------ | ---------------- |
| 1994 | Tommy Ho Nuno Marques                  | Eyal Ran Gabriel Silberstein         | 6–3, 6–1         |
| 1995 | Dirk Dier Lars Koslowski               | Emilio Benfele Álvarez Brent Larkham | 6–3, 6–3         |
| 1996 | Jonathan Leach Mosè Navarra            | Ģirts Dzelde Tomas Nydahl            | 7–6, 7–5         |
| 1997 | Geoff Grant Mark Merklein              | Grant Doyle Myles Wakefield          | 6–4, 7–6         |
| 1998 | Nuno Marques Nenad Zimonjić            | Simon Aspelin Chris Tontz            | 6–4, 3–6, 6–3    |
| 1999 | Emilio Benfele Álvarez Dušan Vemić (1) | Simon Aspelin Johan Landsberg        | 6–7, 6–2, 6–4    |
| 2000 | Mark Nielsen Andrej Stoljarov          | Andy Fahlke Daniel Elsner            | 7–5, 6–3         |
| 2001 | Julián Alonso Hugo Armando             | Petr Kovačka Pavel Kudrnáč           | walkover         |
| 2002 | Jens Knippschild Dušan Vemić (2)       | Sergio Roitman Andrés Schneiter      | 7–6(5), 6–2      |
| 2003 | Mariano Delfino Patricio Rudi          | Diego del Río Tomas Tenconi          | 6–2, 4–6, 7–6(6) |
| 2004 | Janko Tipsarević Lovro Zovko           | Mariano Delfino Patricio Rudi        | 6–4, 7–6(6)      |